# 小町碧
小町 碧（こまち みどり）は、日本のヴァイオリニスト、翻訳家、作曲家。ロンドン在住。イギリス音楽や日本の現代音楽を広く紹介し、英国と日本で活動している。

## 人物・来歴
- 神奈川県生まれ。3歳より海外移住。香港、スイスにて育ち、15歳でイギリスに単身留学。[1]
- 7歳よりヴァイオリンを始める。11歳よりバーゼル音楽院でアデリーナ・オプリアンに師事。[2] 翌年、チューリッヒ室内管弦楽団(ハワード・グリフィス指揮）と共にデビュー。
- 英国王立音楽院を首席で卒業。
- 2012年、コートールド美術館の協賛により自身の研究テーマ「ディーリアスとゴーギャン」を基にしたコンサート・プロジェクトを開催。[3] その後、ロンドン、ケンブリッジ、東京にてコンサートがシリーズとなる。2013年、英国ディーリアス協会に表彰される。
- 2014年、英国アーツ・カウンシルの助成を得て1stアルバム「ディーリアスとゴーギャン」をリリース、英国ツアーも開催。
- 2017年、訳書『ソング・オブ・サマー　真実のディーリアス』（アルテスパブリッシング）が出版される。音楽ジャーナリスト、林田直樹と共に様々なイベントやCDリリースを含む「ディーリアス・プロジェクト」を開催。[4]
- 2018年、英国公共放送・BBCラジオ3の日本の音楽シリーズ、「Night Blossoms」のアドバイザーを務める。ドキュメンタリー番組「Music Matters」では日本取材、同時通訳も担当し、音楽ジャーナリスト、トム・サービスと共に日本の伝統音楽、現代音楽、ゲーム音楽の各分野で活躍する様々なアーティストを紹介した。[5]
- 2018年、シティ・オブ・ロンドンが毎年開催するプロジェクト「Sculpture in the City」のために楽曲を提供。作品「Full as Deep」がアンダーシャフトにて設置される。[6]
- 2018年12月、ブリティッシュ・エアウェイズ機内エンターテインメントのオーディオ番組『Midori Selects』が開始。[7]
- 2019年より、ブリティッシュ・カウンシルのアーティスト・イン・レジデンスを務める。ユネスコ世界遺産、ディアマンティーナ（ブラジル）とのプロジェクトを展開。[8]

## ディスコグラフィー

### アルバム
- 『カラーズ・オブ・ザ・ハート』ディーリアス、ドビュッシ―、ラヴェル、グリーグ・ヴァイオリン作品集（日本盤・2017年リリース/MKCD001J)
- 『Warp & Weft』(2017年リリース/ EM Records EMR043)
- 『ヴォーン・ウィリアムズ：ヴァイオリンとピアノのための作品全集』（2022年リリース/MKCD002J）

### シングル
- Tranquility (2018年リリース/Nonclassical NONCLSS026)
- Song of Koki-riko (2018年リリース/Nonclassical NONCLSS026 )
- Window (2020年リリース/Nonclassical NONCLSS)

## 書籍

### 訳書
- 『ソング・オブ・サマー　～真実のディーリアス』(アルテスパブリッシング) エリック・フェンビー 著、小町碧 訳、向井大策 監修。(2017年 ISBN 978-4-86559-171-2）
- 『レイフ・ヴォーン・ウィリアムズ　〈イギリスの声〉をもとめて』（アルテスパブリッシング）サイモン・へファー 著、小町碧・高橋宣也 共訳（2022年 ISBN 978-4-86559-267-2)

## 作品
- 2017「Life」Maggie's Centre UK 委嘱作品。2017年、ロンドン・クリスティーズの写真展「LIFE」にて公開。2018年、ウェールズ議会・セネッド議事堂にて公開。
- 2018「Full as Deep」Musicity x Sculpture in the City 委嘱作品
- 2019 LUSH 「タングルドヘアー」Spaトリートメント楽曲[9]
- 2021 ミラノ ・デザイン・ウィーク、隈研吾 x OPPO x 小町碧「バンブー・リング」楽曲（MSCTY.SPACE)

## CM
- ANA East Meets West (2019年7月〜）

## テレビ出演
- NHK 国際報道 2017「英国で奮闘する日本人バイオリニスト」（2017年4月28日）
- BSジャパン「エンター・ザ・ミュージック」(2018年5月12日）
- BSテレビ東京 「エンター・ザ・ミュージック」(2022年22月24日）

## ラジオ出演
- BBC Radio 3 In Tune (2014年4月3日）
- ブルーレディオドットコム「林田直樹のカフェ・フィガロ」(2015年10月25日～11月１日）
- OTTAVA (2017年8月4日）
- BBC Radio 3 「Night Blossoms」シリーズ（2018年4月23日～28日）
- ブリティッシュ・エアウェイズ機内エンターテインメント『Midori Selects』プレゼンター (2018年12月～　）
- ANA World Air Current （2019年3月）
- BBC Radio 3 Vaughan Williams Today (2022年5月）